# Mygalobas ferrugineus
Mygalobas ferrugineus är en skalbaggsart som beskrevs av Louis Alexandre Auguste Chevrolat 1862. Mygalobas ferrugineus ingår i släktet Mygalobas och familjen långhorningar. Inga underarter finns listade i Catalogue of Life.